# 큰곰자리 필라멘트
큰곰자리 필라멘트(Ursa Major Filament)는 은하계의 필라멘트다.
필라멘트는 CfA 호문쿨러스에 연결되며, 필라멘트의 일부가 호문쿨러스의 "다리" 부분을 형성한다.

## 같이 보기
- 에이벨 목록
- 관측 가능한 우주
- 초은하단